# Adidas Tango 12

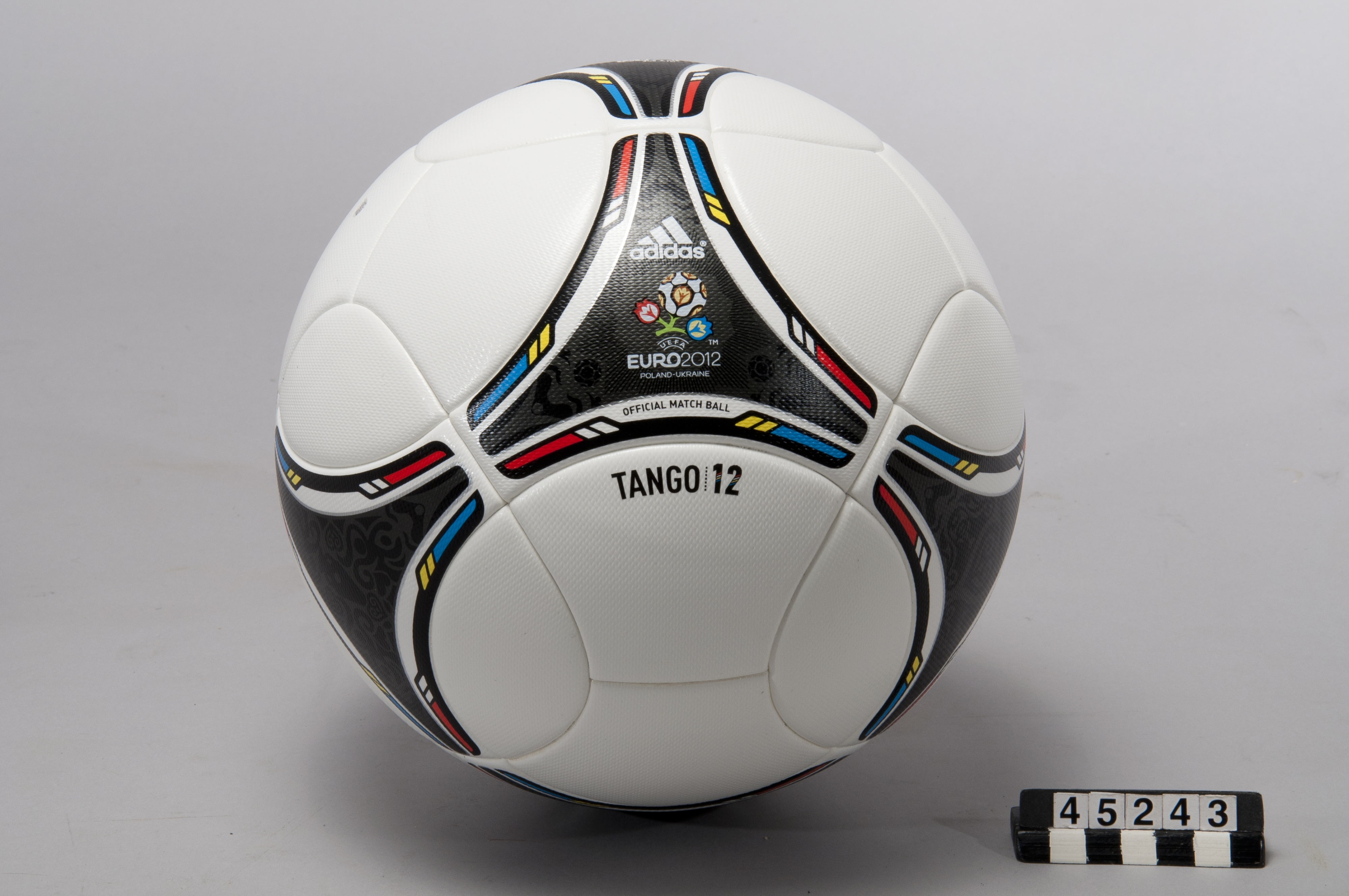
Adidas Tango 12.

L'Adidas Tango 12 è un pallone da calcio prodotto dalla Adidas. Il suo design omaggiava l'originale Adidas Tango.

## Storia
Il pallone venne presentato a Kiev il 2 dicembre 2011, durante il sorteggio della fase finale del campionato europeo di calcio 2012, come pallone ufficiale della rassegna continentale da disputarsi in Polonia e Ucraina. Pertanto, esso fu il quarto pallone denominato "Tango" (dopo Tango Italia, Tango Mundial e Tango Europa) a essere utilizzato come pallone ufficiale di una fase finale del campionato europeo di calcio.

## Design

### Caratteristiche tecniche
Al contrario di Jabulani, che presentava una copertura a 8 pannelli topologicamente equivalente a un tetraedro troncato, Tango 12 aveva una copertura formata da 32 pannelli topologicamente equivalente a un icosidodecaedro. Questa modifica fu pensata con l'obiettivo di ridurre i problemi di controllo che aveva il suo predecessore.
Esattamente come era successo per l'originale Tango, venne sviluppata una variante indoor, chiamata Adidas Tango 12 Sala, che fu utilizzata come pallone ufficiale del FIFA Futsal World Cup 2012.

### Decorazione
La decorazione, collocata sui pannelli triangolari, riprendeva il modello a triadi dell'originale Tango. A decorare il bordo vi era un motivo colorato ispirato alle bandiere delle due nazioni ospitanti di Euro 2012: Polonia e Ucraina. Le grafiche di Tango 12 erano ispirate all'arte decorativa del taglio della carta, tipica delle aree rurali dell'Europa orientale. Secondo l'intento dei designer, questo motivo serviva a creare un collegamento tra la cultura locale e le caratteristiche chiave del calcio: unità, rivalità e passione.

## Varianti
In occasione della finale, Adidas presentò la variante Adidas Tango 12 Final Kyiv, la quale presentava un design simile all'originale, ma con diversi dettagli in argento.
Una seconda variante, The Albert, venne utilizzata come pallone ufficiale dei tornei di calcio dei giochi della XXX Olimpiade e della XIV Paralimpiade di Londra. Mentre, una terza e una quarta, Comoequa e Katlego, furono impiegate, rispettivamente, come palloni ufficiali della Coppa delle nazioni africane 2012 in Gabon e Guinea Equatoriale e della Coppa delle nazioni africane 2013 in Sudafrica.

Per la FIFA Confederations Cup 2013, svoltasi in Brasile, l'Adidas presentò Cafusa in occasione del sorteggio della fase a gironi della competizione, con l'ex capitano della nazionale verdeoro Cafu a svelare il nuovo pallone. Il nome è un'abbreviazione sillabica delle parole "carnaval", " futebol" e "samba", mentre la decorazione era a cerchi verdeoro richiamando i colori del paese ospitante. Una variante di Cafusa con la decorazione blu e gialla fu utilizzata come pallone ufficiale del campionato europeo femminile di calcio 2013.

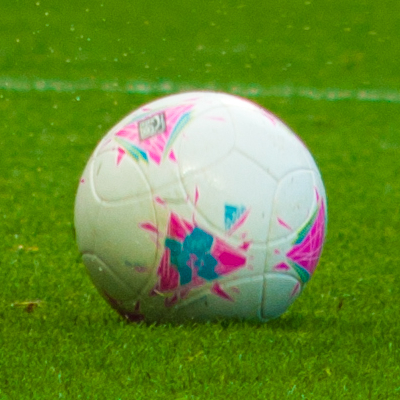
The Albert.
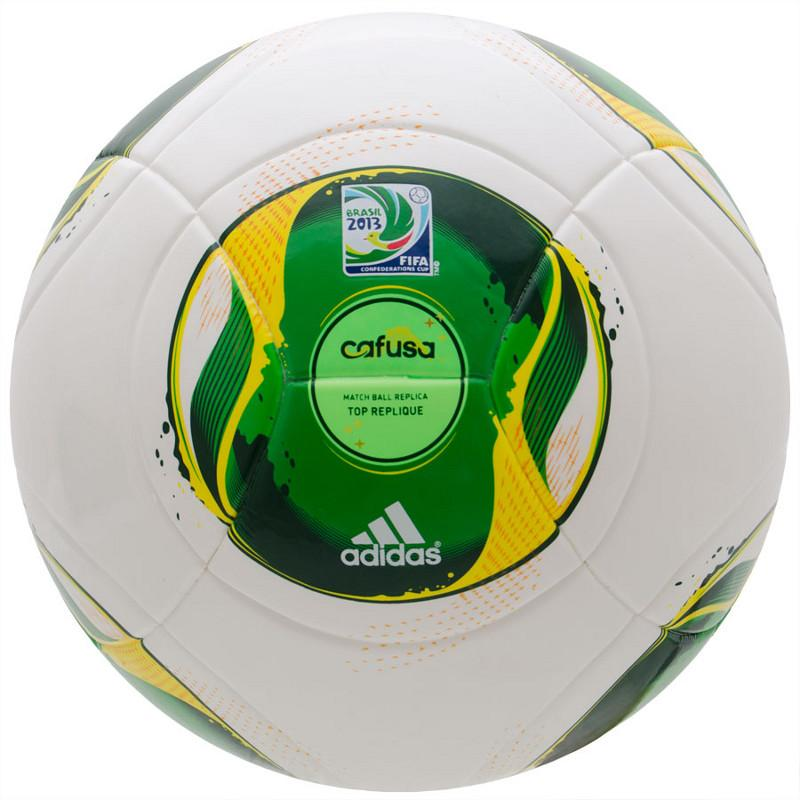
Cafusa.